# Combat de Saint-Laurent-de-la-Mouga (mai 1794)
Ne doit pas être confondu avec Bataille de Saint-Laurent-de-la-Mouga (août 1794) ou Bataille de Saint-Laurent-de-la-Mouga (novembre 1794).
Première Coalition
Guerres de la Révolution française
 Guerre du Roussillon
Batailles
Le combat de Saint-Laurent-de-la-Mouga qui eut lieu le 6 mai 1794, pendant la guerre du Roussillon, est un coup de main des troupes françaises du général Augereau.

## Contexte
Après la victoire de Boulou, Dugommier ne perd point de temps, et met à profit la désorganisation de l'armée espagnole. Il donne l'ordre au général Augereau de remonter la vallée du Tech vers Prats-de-Mollo, de traverser les montagnes de Saint-Laurent-de-Cerdans, et d'attaquer les Espagnols sur la Mouga.

## Le combat
Augereau arriva, le 6 mai, devant le Saint-Laurent-de-la-Mouga, situé sur cette rivière, à la tête de 4 000 hommes.
Saint-Laurent de la Mouga était ceint de murs, et renfermait alors une fonderie considérable et plusieurs fabriques de drap. Augereau s'en empara après quelque résistance de la part d'un détachement qu'y avait jeté le comte de la Union.
La prise de ce bourg fut très-avantageuse aux Français : 
- Le drap servit à habiller les troupes, qui avaient un grand besoin de vêtements,
- la fonderie approvisionna l'artillerie d'une grande quantité de projectiles.

Cet établissement, qui avait coûté, dit-on, plus de six millions à l'Espagne, servait a l'approvisionnement de la plupart des places fortes de la Catalogne. 
On y trouva quatre pièces de canon, deux obusiers, deux pièces françaises, quarante mille boulets de tout calibre, et cinq cents bombes ou obus.
Après cette expédition, le général Dugommier redoubla ses préparatifs pour assiéger Bellegarde, Collioure et les autres places françaises que tenaient encore les Espagnols.